# Tuk al-Chalil
Tuk al-Chalil – wieś w Syrii, w muhafazie Aleppo, w dystrykcie Manbidż. W 2004 roku liczyła 283 mieszkańców.